# Phil Foden
Philip Walter „Phil“ Foden (* 28. Mai 2000 in Stockport) ist ein englischer Fußballspieler. Der Mittelfeldspieler steht bei Manchester City unter Vertrag und ist A-Nationalspieler.

## Karriere

### Verein
Foden wechselte 2009 als Achtjähriger zu Manchester City. Mit den A-Junioren (U19) spielte er u. a. in den Spielzeiten 2016/17 und 2017/18 in der UEFA Youth League.
Im Dezember 2016 stand Foden unter dem Cheftrainer Pep Guardiola bei einem Champions-League-Spiel gegen Celtic Glasgow erstmals im Spieltagskader der Profimannschaft, wurde jedoch nicht eingewechselt. Zur Saison 2017/18 rückte Foden endgültig in Guardiolas Team auf und sammelte neben den Youth-League-Einsätzen mit der U19 auch noch in der U23-Mannschaft in der U23 Premier League Spielpraxis. Am 21. November 2017 wurde Foden von Trainer Pep Guardiola erstmals in der ersten Mannschaft eingesetzt und debütierte beim 1:0-Heimsieg gegen Feyenoord Rotterdam in der Champions League (CL), nachdem er in der 75. Minute für Yaya Touré eingewechselt worden war. Am 16. Dezember 2017 spielte Foden beim 4:1-Heimsieg gegen Tottenham Hotspur erstmals in der Premier League. Im Dezember 2017 wurde er von der BBC als „Young Sports Personality of the Year 2017“ ausgezeichnet. Bis Saisonende wurde Foden zweimal im League Cup eingesetzt, u. a. im Finalspiel am 25. Februar 2018 gegen den FC Arsenal, in dem er mit City nach einem 3:0-Sieg den Pokal gewann. Dazu kam Foden neben drei Champions-League-Spielen zu fünf Einsätzen in der Liga und gehörte zur Meistermannschaft Citys. Damit wurde er im Alter von 17 Jahren und 350 Tagen zum bisher jüngsten Spieler, der als englischer Fußballmeister ausgezeichnet wurde. In der Spielzeit 2018/19 kam er zu 13 Einsätzen in der Liga, davon 3 in der Startelf; der Titel aus der Vorsaison wurde von den Cityzens verteidigt. Beim 7:0-Sieg im CL-Achtelfinale gegen den FC Schalke 04 erzielte Foden im März 2019 seinen ersten Pflichtspieltreffer auf internationaler Ebene. Zudem wurde er mit seiner Mannschaft am Saisonende erneut Ligapokalsieger und darüber hinaus erstmals FA-Cup-Sieger. Am Ende der Saison 2019/20 verteidigte der Mittelfeldspieler mit seinem Team den Ligapokal, dabei hatte Foden in der Spielzeit in insgesamt 35 Pflichtspielen auf dem Platz gestanden und dabei 8 Tore erzielt. In der Saison 2020/21 avancierte Foden zum Stammspieler und gewann mit seinem Verein zum dritten Mal die Meisterschaft. Nach der Spielzeit wurde der Mittelfeldspieler als bester U23-Spieler zu Englands Fußballer des Jahres gewählt.
Ende November 2019 wurde Foden bei der Wahl zum Golden Boy für den besten U21-Spieler des Jahres 2019 in Europa auf den siebten Platz gewählt; 2020 belegte er ebenfalls den siebten Rang.

### Nationalmannschaft
Foden durchlief ab der U16 die Juniorennationalmannschaften des englischen Fußballverbandes. Mit der U17-Auswahl spielte er im Mai 2017 bei der U17-Europameisterschaft in Kroatien. Foden kam in allen sechs Spielen seiner Mannschaft zum Einsatz und erzielte zwei Tore. Sein Team wurde Vize-Europameister, da es das Finale im Elfmeterschießen gegen Spanien verloren hatte. Anschließend wurde Foden in die Mannschaft des Turniers berufen. Im Oktober 2017 gehörte er zum englischen Kader für die U17-Weltmeisterschaft in Indien. Foden spielte in allen sieben Spielen seiner Mannschaft, traf dreimal und wurde als bester Spieler des Turniers ausgezeichnet. Im Finalspiel gegen Spanien, das England mit 5:2 gewann, erzielte er zwei Treffer und sicherte seinem Team somit den Weltmeistertitel. Für die U17 absolvierte er insgesamt 23 Spiele mit 11 Torerfolgen.
Am 27. März 2018 debütierte Foden bei der 0:2-Niederlage gegen Mazedonien in der U19-Nationalmannschaft. Im Oktober 2018 wurde er erstmals in der U21-Auswahl eingesetzt. Mit ihr spielte er bei der U19-Europameisterschaft 2019 in Italien, bei der er mit seiner Mannschaft in der Vorrunde scheiterte. Bis November 2019 kam er in insgesamt 15 Spielen für die U21 zum Einsatz und erzielte 4 Tore.
Im August 2020 wurde Foden für die Spiele gegen Island und Dänemark in der Nations League erstmals in die A-Nationalmannschaft berufen und debütierte am 4. September 2020 beim 1:0-Sieg gegen Island.
Im Jahr 2021 wurde er in den englischen Kader für die Fußball-Europameisterschaft berufen, der das Finale gegen Italien im Elfmeterschießen im heimischen Wembley-Stadion verlor.
Im Jahr 2022 wurde Foden in den englischen Kader für die Fußball-WM in Katar berufen.

## Titel und Auszeichnungen
International
- Champions-League-Sieger: 2023
- Klub-Weltmeister: 2023
- UEFA-Super-Cup-Sieger: 2023

England
- Meister (6): 2018, 2019, 2021, 2022, 2023, 2024
- Pokalsieger (2): 2019, 2023
- Ligapokalsieger (4): 2018, 2019, 2020, 2021
- Supercupsieger (3): 2018, 2019, 2024

Auszeichnungen
- Nominierung für den Ballon d’Or: 2021 (25. Platz), 2022 (22. Platz), 2024 (11. Platz)
- BBC Young Sports Personality of the Year: 2017
- Aufnahme in die beste Mannschaft der U17-Europameisterschaft: 2017
- Bester Spieler der U17-Weltmeisterschaft: 2017
- Englands Fußballer des Jahres: 2021, 2022 (Jungprofi); 2024 (FWA)

## Persönliches
Foden und seine Lebenspartnerin Rebecca Cooke haben zusammen drei Kinder.